# Maisonneuve-Fraktur
Benannt nach J. G. Maisonneuve, ist die Maisonneuve-Fraktur ein Knochenbruch unter dem Köpfchen des Wadenbeins. Sie ist Folge eines Verdrehtraumas des oberen Sprunggelenkes. Die harmlose (oft übersehene) Fibulafraktur verrät aber die eigentlich schwere Verletzung, die Zerreißung der Membrana interossea zwischen dem unteren Ende von Schienbein und Wadenbein, wobei häufig noch eine Verletzung am Innenknöchel als Fraktur oder Deltabandriss sowie ein Riss der vorderen und hinteren Syndesmose resultiert. Es handelt sich somit um eine komplexe Verletzung. Wird die entstandene Instabilität der Knöchelgabel übersehen und infolgedessen nicht adäquat behandelt, sind erhebliche bleibende Schäden des oberen Sprunggelenkes zu erwarten.

## Therapie
Eine operative Versorgung ist angezeigt. Sie zielt darauf ab, die konvexe Innenseite des Wadenbeines in der konkaven Incisura tibiae korrekt einzustellen. Nur dann kann die Syndesmose heilen. Durch eine Stichinzison oberhalb vom Gelenkspalt werden eine oder zwei Stellschrauben 
eingebracht, die die Fibula an die Tibia stellt. Modernerweise kann alternativ die Verbindung von Waden- und Schienbein durch einen tight rope aus nicht resorbierbarem unzerreißlichem Fadenmaterial gehalten durch metallische Unterlegscheiben (Endobutton) hergestellt werden. Hier entfällt die Implantatentfernung. 
Nötiger als die intraoperative Bildwandlerkontrolle ist die transversale Computertomografie nach der Versorgung. 
Die Stellschraube sollte (wie immer) nach etwa sechs bis zehn Wochen entfernt werden; sonst droht ihr Bruch bei zunehmender Belastung des Beines. Dann das Schraubenende aus der Tibia zu entfernen, ist aufwändig.